# Otton Ier de Montferrat
 (août 2019).
Si vous disposez d'ouvrages ou d'articles de référence ou si vous connaissez des sites web de qualité traitant du thème abordé ici, merci de compléter l'article en donnant les références utiles à sa vérifiabilité et en les liant à la section « Notes et références ».
Pour les articles homonymes, voir Othon Ier.
Otton Ier de Montferrat de la famille des Alérame (Aleramici) (… – 991) fut marquis de Montferrat à la fin du Xe siècle.

## Biographie
Otton est le fils du marquis Alérame de Montferrat et de sa première épouse Alasie. Par son second mariage avec Gerberge d'Ivrée fille de Bérenger II, Alérame devient marquis de Montferrat. À partir de 969, Otton gouverne au côté de son père. À la mort de ce dernier, il lui succède, mais peu de temps en raison d'une mort subite. Certains historiens suggère qu'il serait même décédé avant son père et n'aurait jamais porté le titre de marquis. 
Otton a quatre enfants, Guillaume, Riprand et deux filles Otta, qui épouse Oddone de Sarmatorio et Gualderada.